# Миколаївське (Миколаївський район)
Микола́ївське — село в Україні, у Шевченківській сільській громаді Миколаївського району Миколаївської області. Населення становить 1006 осіб. Колишній орган місцевого самоврядування — Миколаївська сільська рада.

## Населення
Згідно з переписом УРСР 1989 року чисельність наявного населення села становила 1105 осіб, з яких 552 чоловіки та 553 жінки.
За переписом населення України 2001 року в селі мешкало 1006 осіб.

### Мова
Розподіл населення за рідною мовою за даними перепису 2001 року:
| Мова       | Відсоток |
| ---------- | -------- |
| українська | 87,08 %  |
| російська  | 8,05 %   |
| молдовська | 2,58 %   |
| вірменська | 0,70 %   |
| циганська  | 0,60 %   |
| білоруська | 0,50 %   |
| інші       | 0,49 %   |